# Fur TV
Fur TV – serial komediowy emitowany przez MTV ONE w Wielkiej Brytanii. Głównymi bohaterami są 3 muppety. Ze względu na język oraz fabułę, serial jest tylko dla dorosłych. Futrzaki przedstawiają życie dorosłych jako ciągłe picie alkoholu lub uprawianie seksu.

## Postacie pierwszoplanowe
- Lapeño Enriquez - muppet brazylijskiego pochodzenia. Istnieje kilka hipotez odnośnie do przyczyn, które zmusiły go do opuszczenia swojego ojczystego kraju (jedną z nich - jak powiedział sam Lapeno - był fakt, że "robił laskę kilku kolesiom na plaży w Rio, aby przeżyć"). Stereotypowy latynoski kochanek szalejący (z wzajemnością) za kobietami. Jest najinteligentniejszym bohaterem i prawdopodobnie jako jedyny ma stałą pracę. Pracuje jako DJ w nocnym klubie.
- Edward "Fat Ed" Tubbs - największy i najsilniejszy z całej trójki muppetów, pochodzący z USA. Cechuje się wyjątkowym przekupstwem, wyjątkowym lenistwem oraz wysoką agresją w stosunku do innych. Choć nienawidzi Mervina, w rzeczywistości nie potrafiłby bez niego się obejść. Jest nielegalnym imigrantem z USA, ukrywającym się w Anglii przed amerykańskim wymiarem sprawiedliwości, ponieważ - jak twierdzi - to on zabił 2Paca i Notoriousa B.I.G, a także Kurta Cobaina (który jednak nie popełnił samobójstwa). Jego pasjami są: muzyka heavymetalowa, brutalne horrory oraz piwo zagryzane niezdrowym jedzeniem. Stworzył swój własny zespół o nazwie "Stinkhole". Dzięki wyjątkowej sile fizycznej, często wybawia swoich znajomych z opresji.
- Mervin J. Minky - jest rodowitym Brytyjczykiem. Zdecydowanie najgłupszy i najbardziej naiwny ze wszystkich muppetów występujących w całym serialu. Uważa Fat Eda za swojego największego przyjaciela i chętnie mu usługuje, pomimo wszystkich okrucieństw i upokorzeń jakich doznaje z jego strony. Każdą wolną chwilę poświęca na masturbację, od której jest uzależniony. Ze względu na swoją naiwność, jest wykorzystywany przez swoich współlokatorów do gotowania, sprzątania, oraz płacenia za czynsz.

## Postacie drugoplanowe
- Pussy Monsta - duży, włochaty muppet będący gwiazdą rapu. Często pojawia się w teledyskach oglądanych przez głównych bohaterów.
- Dj YoYo - niewielki, ubrany na biało muppet będący japońskim DJ-em.
- Apples - niedoszła ukochana Fat Eda.

W większości odcinków występują także ludzie grający między innymi dziewczyny Lapeño, członków zespołu Stinkhole, oraz fanów.